# Haoren
Haoren (kinesiska: 好仁, 好仁苏木) är en socken i Kina. Den ligger i den autonoma regionen Inre Mongoliet, i den norra delen av landet, omkring 1 000 kilometer nordost om regionhuvudstaden Hohhot.
Genomsnittlig årsnederbörd är 691 millimeter. Den regnigaste månaden är juli, med i genomsnitt 246 mm nederbörd, och den torraste är januari, med 5 mm nederbörd.